# Pont-Aven-skolen
Pont-Aven-skolen var en gruppe malere med Paul Gauguin som leder og inspirator, aktiv i området omkring byen Pont-Aven i det franske
departement Finistère i Bretagne.
I den bretonske landsby Pont-Aven og i den nærliggende Le Pouldu blev der i slutningen af 1880'erne etableret en kunstnerkoloni omkring maleren Paul Gauguin. Denne gruppes syn på kunst, som kan tilskrives postimpressionismen, er formet af den yngre Émile Bernards arbejde, hvis malestil Gauguin stort set overtog siden de mødtes i Pont-Aven.
Værker fra skolen er præget af dristige farver og symbolistiske motivvalg. De var påvirket af Bernards og Gauguins dekorative overfladestil, den såkaldte syntetisme. Gruppen omfattede også Maurice Denis og Paul Sérusier.
Gauguin rejste til Tahiti i 1891, men skolen i Pont-Aven overlevede indtil omkring 1896.
Af andre kunstnere kan nævnes Louis Anquetin, Henri Delavallée, Charles Filiger, Charles Laval, Maxime Maufra, Meyer de Haan, Emile Schuffenecker, Armand Séguin, Paul Sérusier og Jan Verkade.
Af danske kunstnere der besøgte Pont-Aven kan nævnes Mogens Ballin og J.F. Willumsen.

## Galleri
| - Émile Bernard: 'Août, Verger à Pont Aven', 1886 (August, frugthave ved Pont Aven) - Henri Delavallée: Båd på floden Aven ved lavvande, 1887 ('Barque sur l’Aven à marée basse') - Paul Sérusier: Talismanen (fr. "Le Talisman, l'Aven au Bois d'Amour") 1888 - Paul Gauguin, 'La Vision après le Sermon (La Lutte de Jacob avec l’Ange)' ('Et syn efter prædikenen' (Jakobs kamp med englen), 1888. National Gallery of Scotland - Charles Laval: 'Selvportræt', 1888 Van Gogh Museum, Amsterdam - Émile Bernard: Landskab ved Pont-Aven, 1889 - Roderic O'Conor: 'Les Korrigans sous la lune – The dance of the elves of Pont-Aven' (månebelyst landskab med høje træer), ca. 1898-1900 - Maxime Maufra: 'Pont-Aven rød himmel', 1892 - Maxime Maufra: 'Vue du port de Pont-Aven', 1893-94 |